# Електрон-діркова рідина
Електрон-діркова рідина — нерівноважна фаза електронних збуджень, що існує в деяких напівпровідниках при низьких температурах, якщо концентрація носіїв заряду: електронів провідності й дірок перевищує певну критичну величину. Існування електронно-діркової рідини було виявлено й досліджено на початку 1970-их. Найкраще вона досліджена в кремнії та германії. 
Електрон-діркова рідина виникає при високій концентрації електронів та дірок, якої можна досягти за допомогою інжекції або збудженням при інтенсивному лазерному опроміненні. Електрони та дірки в напівпровідниках, зв'язуючись у пари, утворюють квазічистинки, які називають екситонами. Екситони можуть зв'язуватися в пари, утворюючи біекситони. Однак, при високій концентрації електронів та дірок утворюється стан, аналогічний плазмі, в якому кулонівська взаємодія між квазічастинками екранована. Саме цей вироджений металоподібний стан отримав назву електрон-діркової рідини. При його утворенні відбувається фазовий перехід (в умовах, далеких від рівноваги) і початково однорідний газ збуджень розбивається на краплі електрон-діркової рідини з високою концентрацією квазічастинок, оточені газоподібними областями з низькою концентрацією квазічастинок.   
| Матеріал | Критична температура | Критична концентрація | Розміри крапель |
| -------- | -------------------- | --------------------- | --------------- |
| Кремній  | 28 К                 | 1,2× 1018 см-3        | 0,1—10 мкм      |
| Германій | 7 К                  | 0,6× 1017 см-3        | 4—10 мкм        |

Про утворення крапель електрон-діркової рідини свідчить поява у спектрах випромінювання крім екситонної лінії також широкої смуги, що відповідає електрон-дірковій рекомбінації. Електрон-діркова рекомбінація обмежує час життя крапель електрон-діркової рідини, який становить від мікро до мілісекунд для непрямозонних напівпровідників.